# 기보 (춘추 전국)
기보(祁父, 생몰년 미상)는 춘추시대 노나라의 관료로 생전 신분은 대부(大夫)였다. 다른 이름은 역이기보(睪夷祁父)이며, 생전의 행적은 대부였다는 것을 제외하면 전해지지 않는다. 그는 송나라의 사마를 지낸 공보가의 손자, 목금보의 아들, 방숙의 부친이며 공자의 고조부이다.
1723년, 청나라의 옹정제가 그를 유성왕(裕聖王)으로 추존하였다.

## 참고
- 《사기》공자세가